# Albicja saman
Albicja saman (Albizia saman) – gatunek rośliny z rodziny bobowatych i podrodziny brezylkowych (dawniej w mimozowych). Pochodzenie: Ameryka Środkowa po Amazonię na południu. Naturalizowana w wielu rejonach tropikalnych.

## Morfologia
PokrójDrzewo wysokości do 30 metrów. Korona szeroka, parasolowata, do 50 m średnicy, z gałęziami często porośniętymi przez epifity. Z drzewa skapuje słodki sok, stąd zwyczajowa nazwa "drzewo deszczowe" (ang. Rain Tree).
LiścieNaprzemianległe, podwójnie pierzaste. Listki drugiego rzędu ukośnie eliptyczne, całobrzegie. Składają się w nocy i pochmurne dni.
KwiatyDrobne, zebrany w kwiatostany o średnicy 5 cm, w formie puszystej szczoteczki utworzonej przez liczne pręciki i mniej liczne słupki. Na zewnątrz różowe, w środku białe.
OwocPodłużne, lekko zakrzywione strąki, osiągające 30 cm długości.

## Zastosowanie
- Drzewo ozdobne, często sadzone w parkach.
- Drzewo cieniodajne na plantacjach kakao i kawy.
- W Meksyku ze słodkiego soku sporządza się napoje.